# Thomas Phelps
Thomas Phelps, Junior (m. Bristol, 1695), fue un capitán inglés y escritor, cautivo en África y esclavo del sultán Ismaíl de Marruecos.

## Biografía
Su barco, el Success of London, fue capturado frente a la costa de Portugal en 1684 por un barco marroquí que falsamente ondeaba la bandera argelina. En ese momento había pacto de no agresión entre Argelia e Inglaterra.
Phelps fue esclavo en Mequinez, donde el escaso pan con que le alimentaban “apestaba”, por ser hecho con harina malograda. El maltrato que recibió y las atrocidades del sultán Ismaíl de Marruecos de las cuales fue testigo le motivaron a apodarle de “monstruo africano."  La esclavitud de Phelps, al igual que la del resto de miles de europeos esclavos en Mequinez, consistía en albañilería de los palacios del rey.  El 31 de mayo de 1685 se escapó junto con otros tres europeos esclavizados, y les llevó 10 días arribar a Salé, comiendo caracoles, güisquiles, y una tortuga.
El 10 de noviembre de 1685, la Society of Merchant Venturers of Bristol (español: Sociedad de Empresarios Mercantes de Bristol) aprobó un premio de £20 "al señor Thomas Phelps hijo por sus buenas obras al haber destruido las embarcaciones piratas de Salé en La Mamora.”  Falleció en Bristol en 1695.

## Autor
Phelps dejó un libro solo, A True Account of the Captivity of Thomas Phelps, at Machaness in Barbary, and of his Strange Escape in Company of Edward Baxter and Others, publicado en 1685.  La dedicatoria es a Samuel Pepys, quien le consiguió cita con el rey Jacobo II, a quien narró su esclavitud.